# (4544) Ксанф
(4544) Ксанф (др.-греч. ξανθός) — околоземный астероид из группы аполлонов, который пересекает орбиту Земли и в афелии близко подходит к орбите Марса. Астероид был открыт 31 марта 1989 года астрономами Генри Хольтом и Норманом Томасом в Паломарской обсерватории и назван в честь одного из коней в упряжке колесницы Ахилла.

Орбита астероида Ксанф и его положение в Солнечной системе